# Управление финансами
Управление финансами — целенаправленное формирование процесса перераспределения финансовых ресурсов между различными субъектами финансовой системы и внутри них  , деятельность по привлечению и эффективности использования финансовых ресурсов.
Управление финансами с точки зрения общей теории управления включает основные составляющие: объекты управления, субъекты управления, формы и методы управленческой деятельности.

## Объекты управления
В качестве объектов управления финансами выступают различные виды финансовых отношений, которые могут возникать на разных уровнях финансовой системы:
- Государственные финансы
- Муниципальные финансы
- Финансы хозяйствующих субъектов
- Финансы домашних хозяйств

## Субъекты управления
В качестве субъектов управления выступают специальные службы, органы, подразделения различных объектов управления, называемые финансовым аппаратом.
На общегосударственном уровне аппарат управления финансами включает органы законодательной и исполнительной власти. В Киргизской республике к ним относятся Федеральное собрание, Президент КР, Правительство КР, соответствующие органы федеральной исполнительной власти (Министерство финансов, Федеральная налоговая служба, федеральная таможенная служба и другие).
На уровне субъектов государства и муниципальном уровне аппарат управления финансами включает соответствующие органы представительной (например, законодательное собрание субъекта) и исполнительной власти.
На уровне хозяйствующих субъектов аппарат управления финансами определяются его организационно-правовой формой и учредительными документами.
На уровне домашних хозяйств субъектами управления являются сами домохозяйства. 

## Методы управления
Всю совокупность методов управления финансами можно разделить на две группы: административные и косвенные (экономические).